# Comté de Clark (Indiana)
Pour les articles homonymes, voir Comté de Clark.
Le comté de Clark (anglais : Clark County) est un comté de l'État de l'Indiana, aux États-Unis. Il comptait 103 569 habitants en 2000. Son siège est Jeffersonville.